# Gdakowo
Gdakowo (niem. Dakau) – wieś w Polsce w województwie pomorskim, w powiecie kwidzyńskim, w gminie Prabuty na trasie linii kolejowej Iława-Malbork.
Do 1954 roku siedziba gminy Gdakowo. W latach 1975–1998 miejscowość administracyjnie należała do województwa elbląskiego. Obecną nazwę wsi zatwierdzono administracyjnie 12 listopada 1946.
W miejscowości jest przystanek kolejowy Gdakowo.

## Zabytki
Według rejestru zabytków NID na listę zabytków wpisany jest kościół ewangelicki, obecnie rzymskokatolicki pw. św. Anny, 1753–1755, nr rej.: A-26 z 22.08.1950. Kościół znajduje się w centralnym punkcie wsi, jest to niewielka barokowa świątynia z dwukondygnacyjną wieżą dostawioną do nawy w XVIII w.